# Agosto

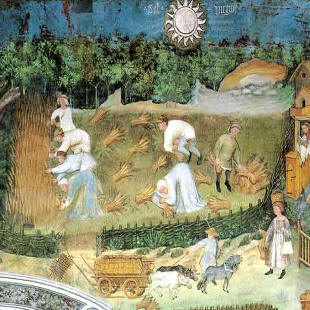
Agosto (dettaglio), Ciclo dei mesi, castello del Buonconsiglio, Trento

Agosto è l'ottavo mese dell'anno secondo il calendario gregoriano, conta 31 giorni e si colloca nella seconda metà di un anno civile.

## Storia

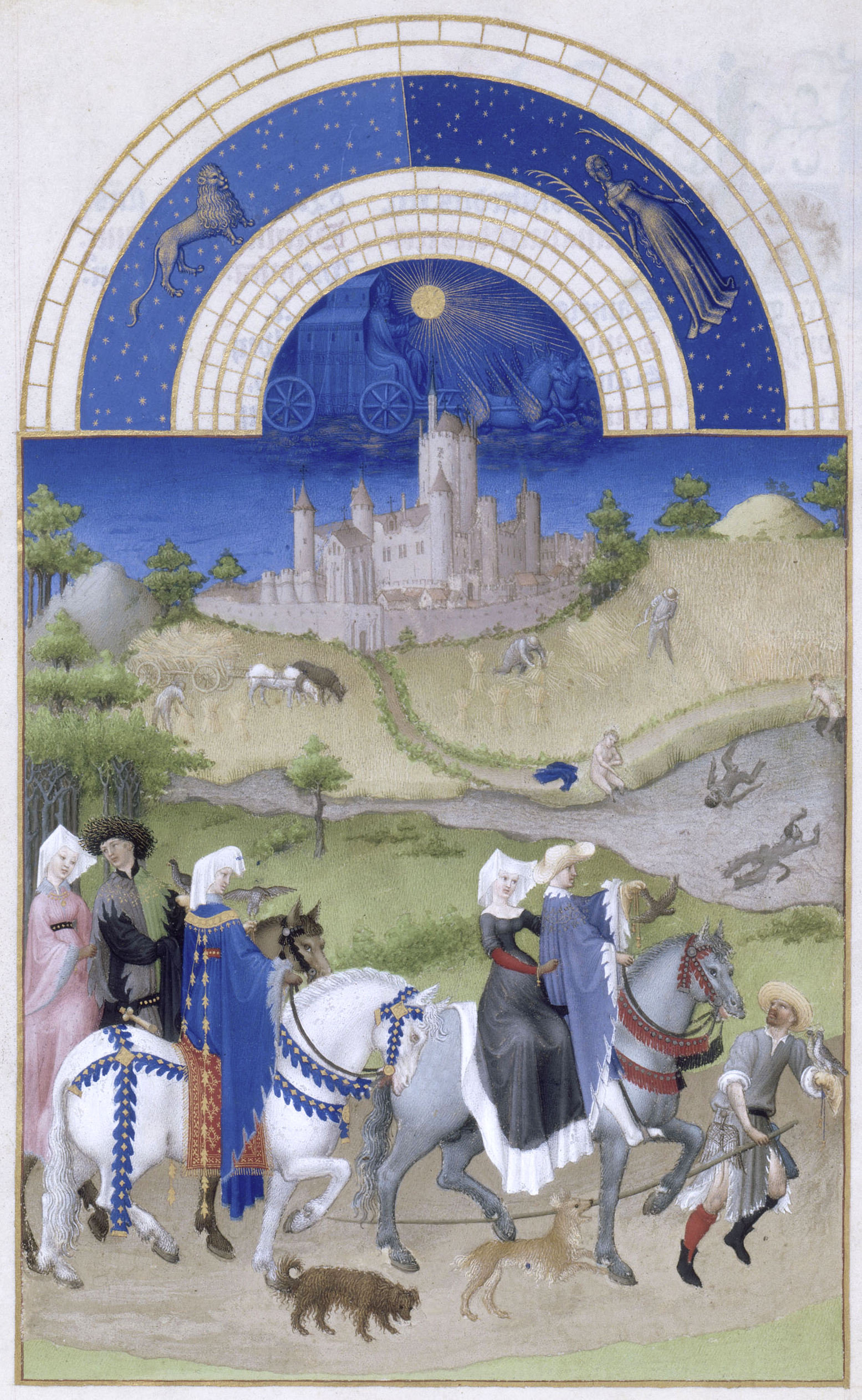
Agosto, dal Très Riches Heures du duc de Berry

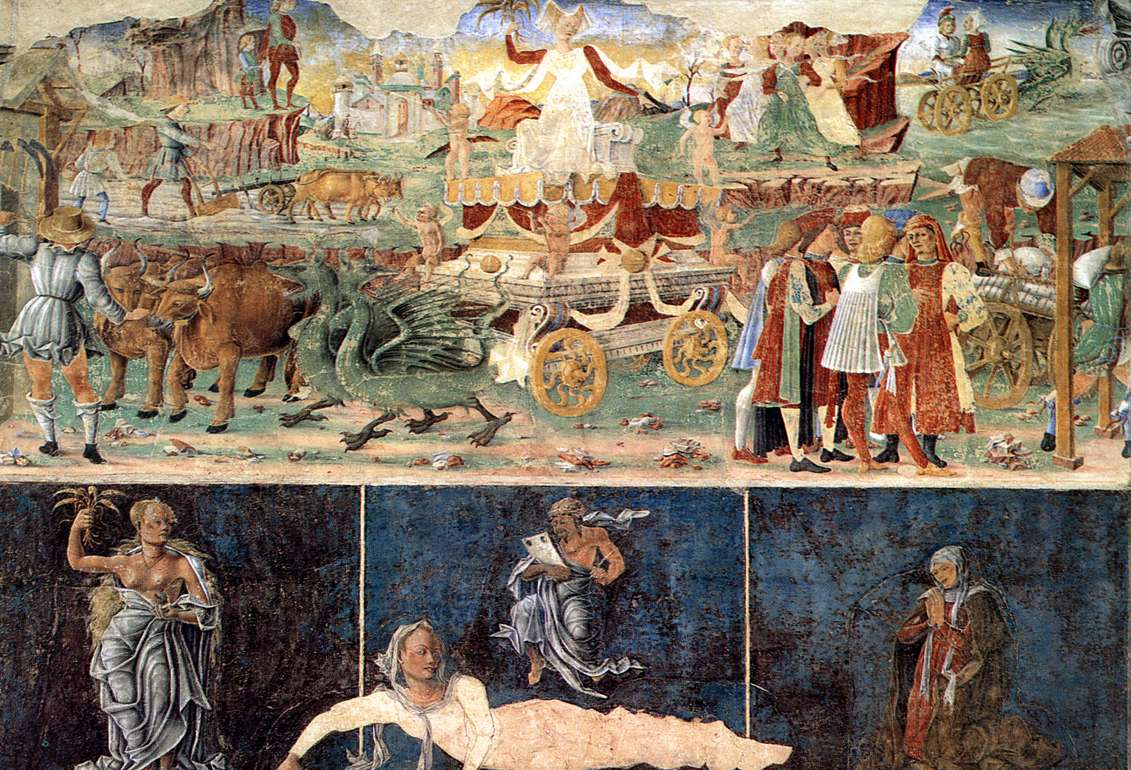
Agosto, con la dea Cerere che presiede alle messi, e il segno astrologico della Vergine, nel Salone dei Mesi di Palazzo Schifanoia a Ferrara.

Anticamente chiamato sextilis (il sesto mese dell'anno del calendario romano, che cominciava da Martius), il mese fu rinominato augustus nell'anno 8 a.C., in onore dell'imperatore Augusto, dal quale prende il nome anche il Ferragosto (feriae Augusti), su decisione del Senato di Roma.
Si dice spesso che la lunghezza di agosto fu aumentata a trentuno giorni perché Augusto voleva che il suo mese corrispondesse alla lunghezza del luglio di Gaio Giulio Cesare, ma questa è un'invenzione dello studioso del XIII secolo Giovanni Sacrobosco: Sextilis infatti aveva già trentuno giorni prima di essere rinominato.

## Cultura
Tra i guanci delle isole Canarie, il mese di agosto ha ricevuto in nome di Beñesmer o Beñesmen, che è stato anche il festival di raccolta tenuto questo mese.
Un noto proverbio sul mese è d'agosto moglie mia non ti conosco.

## Ricorrenze
- Ferragosto
- Assunzione di Maria